# Leimbach & Co.
Die Firma Leimbach & Co. G.m.b.H. (ab 1926 Basaltstein GmbH) war ein in Deutschland und der Schweiz tätiges Unternehmen, das mehrere Basalt-Steinbrüche und Basaltwerke betrieb. Die jüdischen Besitzer mussten die Firma 1936 durch Arisierung während der Zeit des Nationalsozialismus aufgeben.

## Unternehmensgeschichte
1897 gründeten Georg Leimbach und Adolf Stein die Leimbach & Co. G.m.b.H. und errichteten in Nordheim vor der Rhön ein Basaltwerk mit einer Seilbahn zum Rothberg, welches ab 1898 produzierte. Beide hatten 50 % Anteil an der Firma. Leimbach war für den technischen Bereich verantwortlich und Stein für den kaufmännischen. Schon 1904 eröffneten sie am Sodenberg den zweiten Steinbruch mit einem Basaltwerk in Morlesau und 1905 das Basaltwerk in Fladungen mit dem Steinbruch am Pfeust.
1911 übernahmen sie nach dem Tod von Hans Reidelbach den von diesem am Farnsberg erschlossenen Steinbruch mit dem Werk in Oberriedenberg. 1914 erschlossen sie den Steinbruch am Umpfen mit dem Basaltwerk bei Fischbach/Rhön.
Frühzeitig hatten die Firmengründer den steigenden Bedarf an Basaltschotter, insbesondere für den Eisenbahnbau, erkannt und jeweils kurz nach Eröffnung der neuen Bahnlinien in der Rhön verkehrstechnisch günstig an diesen Strecken Basaltwerke errichtet. An der 1916 fertiggestellten Bahnstrecke nach Wüstensachsen beteiligten sie sich mit 75 % an dem neuen Werk Billstein bei Seiferts. Die Werke der Firma galten zu der Zeit als die modernsten und leistungsfähigsten Betriebe durch die konsequente Nutzung der Eisenbahnen zum Abtransport und von Seilbahnen zum innerbetrieblichen Transport zwischen Steinbruch und Gleisanschluss.
1925 vereinbarte Georg Leimbach die Auszahlung seines Anteils in Raten und schied aus der Firma aus. Adolf Stein war danach alleiniger Generaldirektor und benannte die Firma 1926 in Basaltstein GmbH um. Ab 1925 übernahm er das Basaltwerk Buchs in Buchs SG bei St. Gallen, welches 1929 in eine Aktiengesellschaft umgewandelt wurde. An dieser waren auch Schweizer Anteilseigner beteiligt. Die Basaltstein AG Buchs begründete mit dem Tochterunternehmen Hartschotterwerk Kehrsiten bei Stansstad am Vierwaldstättersee 1930 ein weiteres Basaltwerk mit Steinbruch. Die dortigen Produkte werden mit Schiffen über den Vierwaldstättersee abtransportiert.
1932 verstarb Adolf Stein, und seine Söhne Jakob und Fritz übernahmen die Geschäftsleitung. Sie hatten als Juden schon unter den ersten Boykottmassnahmen nach der Machtübernahme durch die Nationalsozialisten zu leiden. Da sie sich selbst als gute Deutsche, auch wegen der Teilnahme am Ersten Weltkrieg, sahen, glaubten sie anfangs nicht an die Durchsetzung der Pläne. 1934 wurde der staatliche Druck aber immer stärker, und sie erhielten keine öffentlichen Aufträge mehr, weil sie kein „deutsches Unternehmen“ seien. Als erstes verkauften sie daraufhin ihren 3/4 Anteil am Basaltwerk Billstein an den Mitinhaber Franz Carl Nüdling OHG für 250.000 RM. 1935 wurden ihnen auf politisches Betreiben durch die Nationalsozialisten sämtliche Kredite gekündigt, und sie waren nicht mehr in der Lage, irgendwo Geld für die laufenden Ausgaben aufzutreiben, daraufhin verkauften sie das Basaltwerk Umpfen an die Hammermühle Bischofsheim, welche der Familie Fichtel als Mitinhaber der Firma Fichtel & Sachs gehörte.
Am 3. April 1936 wurden Jakob und Fritz Stein auf dem Weg zu ihren Werken in der Schweiz in Lindau verhaftet und vernommen. Mit dem fadenscheinigen Vorwurf der Devisenverschiebung, für den selbst die nationalsozialistische Justiz nie Beweise fand, wurde ihnen am 25. April 1936 die Vertretungsbefugnis für ihre eigenen Firma entzogen. Ohne die schon verkauften Standorte und die Zweigwerke in der Schweiz hatte die Basaltstein GmbH zu dem Zeitpunkt 600 Arbeitskräfte in Deutschland beschäftigt. Liquidator war Friedrich Ludwig Biermann, der als Liquidationsfirma die Erste Bayrische Basaltstein AG, ein 1880 in Steinmühle in der Oberpfalz gegründetes Basaltabbauunternehmen, einsetzte. Diese kaufte später die Steinbrüche und Werke Fladungen, Nordheim und Oberriedenberg. Hans Leimbach, Sohn des Firmenmitgründers Georg Leimbach, erwarb den Steinbruch Sodenberg. Im Zuge der Liquidation mussten die Brüder Stein auch ihre Anteile an den Schweizer Unternehmen aufgeben, welche danach vollständig in den Besitz einheimischer Inhaber kamen.

## Ehemalige Besitzer

### Familie Leimbach
- Georg Leimbach wurde am 7. September 1859 in Straßbessenbach geboren. Er besuchte die Realschule in Aschaffenburg und leitete ab 1880 gemeinsam mit seinem Bruder Josef die Steinbrüche seines Vaters, in denen Buntsandstein abgebaut wurde. 1892 zog er mit Frau und Kindern in ein neu erbautes Haus am Bahnhof in Hösbach, wo er ein Sägewerk errichtet hatte. Frühzeitig hatte er die Bedeutung der Eisenbahn erkannt, durch die er sich die verkehrsmäßige Erschließung verschiedener europäischer Gebiete zu Nutze machte. Er importierte Holz aus Slowenien und anderen europäischen Ländern und verarbeitete es in Hösbach, um es dann wieder mit Eisenbahntransporten über weite Strecken zu vermarkten. Obwohl es 1892 eine kleine Wirtschaftskrise gab, setzte er auf weitere Expansion und begann 1892 mit Adolf Stein, Basalt in der Rhön abzubauen. Er war der Techniker und Stein der Kaufmann in dem gemeinsamen Unternehmen. 1908 zog er in ein neu erbautes Haus am Bahnhof Schweinfurt, da er von dort alle Werke mit der Bahn erreichen konnte. Vom Königreich Bayern wurde er zum Kommerzienrat ernannt. 1925 vereinbarte er seinen Ausstieg aus der Geschäftsleitung und dass ihm seine Firmenanteile in Raten ausbezahlt werden. Kurz darauf verstarb er am 18. Januar 1926 in Schweinfurt.[11]
  - Hans Leimbach war ein Sohn von Georg Leimbach. Er war Diplomingenieur und in der Firma Leimbach & Co. als technischer Direktor beschäftigt.[12] Seine Vertretungsbefugnis erlosch am selben Tag wie die der Brüder Jakob und Fritz Stein am 25. April 1936.[13] Er betrieb den Steinbruch am Sodenberg bei Morlesau, für den er nach dem Krieg der Familie Stein 75.000 DM Entschädigung zahlen musste. Er verstarb im Alter von 53 Jahren. Der Steinbruch Sodenberg wurde dann noch bis 1958 von seinem Neffen Herrmann Steinhard weiter betrieben.[14]

### Familie Stein
- Adolf Stein wurde am 14. November 1864 in Nordheim vor der Rhön als Sohn eines Pferdehändlers geboren. In der Nachfolge seines Vaters war er in seinem Heimatort später ebenfalls als Pferdehändler tätig, bevor er mit Georg Leimbach den Basaltabbau betrieb. Er war eher für den kaufmännischen Bereich verantwortlich und Leimbach für den technischen Bereich. Verheiratet war er mit Henriette (geborene Isaak), mit der er sieben gemeinsame Kinder hatte. Am 17. Juni 1903 zog er um nach Schweinfurt. Zu dem Zeitpunkt mit vier Kindern. Mit nach Schweinfurt zog sein 1866 geborener Bruder Salomon Stein, der schon seit 1890 Distriktsrabbiner war. Ab 1925 war Adolf Stein der alleinige Firmeninhaber.[15] 1926 nannte er die Firma um in Basaltstein GmbH mit Sitz in Schweinfurt.[16] Adolf Stein war in dem Unternehmen alleiniger Generaldirektor. Am 19. November 1925 erhielt er das Ehrenbürgerrecht der Gemeinde Nordheim und am 17. November 1929 das der Gemeinde Oberriedenberg, woraufhin er jeweils eine großzügige Stiftung zugunsten der Gemeinden veranlasste. Schon 1928 war ihm der Titel Kommerzienrat zuerkannt worden. Adolf Stein verstarb nach langem schweren Leiden am 21. September 1932. Sein Sohn Max (1901–1964) und seine Tochter Klara (* 1908) flüchteten 1933 nach Israel.[17]
  - Jakob Stein war der älteste Sohn von Adolf Stein und wurde am 16. Mai 1896 in Nordheim vor der Rhön geboren. Gemeinsam mit seinem Bruder Fritz übernahm er nach dem Tod des Vaters 1932 die Geschäftsführung des Unternehmens. Als Kriegsteilnehmer im Ersten Weltkrieg glaubte er anfänglich vor Verfolgungen während der Zeit des Nationalsozialismus sicher zu sein. Als Mitglied des Reichsbanner Schwarz-Rot-Gold galt er den Nationalsozialisten von Anfang an als erklärter Gegner und wurde, wie die gesamte Familie, von diesen diffamiert. Am 10. Juli 1933 wurde er, ebenso wie sein Bruder Fritz und zwei seiner Angestellten, in Schutzhaft genommen mit der Begründung, sie würden „durch unwahre Machenschaften die Maßnahmen des Beauftragten der obersten SA-Führung zu diskreditieren versuchen und falsche Gerüchte in Umlauf setzen“. Nach drei Tagen wurden sie wieder freigelassen, auch weil teilweise in Schweinfurt gegen die Verhaftung agiert worden war, mit der Begründung, sie wären „anständige Juden (..), die sozial eingestellt waren und sogar im Jahre 1928 eine Pensionskasse für ihre Angestellten gründeten. Sie hatte auch immer ein offenes Ohr für den kleinen Mann, der in ihren Steinbrüchen arbeitete“. Laut Gestapo-Akten reiste er am 3. April 1936 mit Fritz nach Lindau, um am nächsten Tag mit einem Kurschiff über den Bodensee in die Schweiz zu reisen, um ihre dortigen Werke zu besuchen. Von der Gestapo wurden ihnen mit Begründung, sie hätten Schuhe mit zu hohen Absätzen getragen, Devisenschiebereien vorgeworfen. Am 25. April 1936 erlosch seine Vertretungsbefugnis für die Basaltsteine GmbH. Ein von der Staatsanwaltschaft Schweinfurt gegen ihn und seinen Bruder Fritz angestrengtes Betrugsverfahren wurde am 30. November 1937 eingestellt. Obwohl er keine Vorstrafen hatte und ihm auch nichts vorgeworfen werden konnte, wurde ihm mit der Begründung, „als ehemaliger Reichsbanner-Angehöriger habe er seine staatsfeindliche Einstellung eindeutig unter Beweis gestellt und auch auf wirtschaftlichem Gebiet kann man bestimmt annehmen, dass er bei seinen Geschäften mit seiner Zweigstelle in der Schweiz bestimmt große Vermögenswerte ins Ausland verschleppte. Stein ist als Volksschädling anzusehen, der nicht würdig ist, noch länger deutscher Staatsbürger zu sein“ am 3. Dezember 1938 gemeinsam mit seiner Frau und ihren gemeinsamen drei Kindern die deutsche Staatsbürgerschaft aberkannt. Am 5. Mai 1936 war er nach Berlin umgezogen. Im Dezember 1937 emigrierte er über St. Gallen (Schweiz) in die USA. Im dortigen Exil verstarb Jakob Stein im Mai 1963.[18]
  - Fritz Stein war der zweitgeborene Sohn von Adolf Stein und wurde am 11. November 1899 in Nordheim geboren. Er studierte an der Ruprecht-Karls-Universität Heidelberg Philologie und promovierte 1922 als Wirtschaftswissenschaftler. 1932 übernahm er mit seinem Bruder Jakob die Geschäftsführung des Unternehmens und war in den Jahren 1933 bis 1936 den bei diesem geschilderten Schikanen gemeinsam mit diesem ausgesetzt. Fritz Stein war 1933 Gründer der „Zionistischen Ortsgruppe Schweinfurt“ und dort Vorsitzender bis 1936. Seine Frau Ruth Margot unterrichtete bis 1936 jüdische Jugendliche in den Räumen der Kultusgemeinde. Nachdem ihm zum 25. April 1936 die Firma genommen wurde, zog er am 15. Mai dieses Jahres mit seiner Familie nach Hamburg. Aufgrund von Problemen, Devisen mitzunehmen, verzögerte sich ihre Ausreise nach Amsterdam bis zum 30. September 1937. Er konnte schließlich 85.441 RM mitnehmen. Er überlebte mit seiner Familie den Zweiten Weltkrieg und meldete sich bei den Nachfolgefirmen am 21. Juli 1948 aus Amsterdam. Für das Basaltwerk Billstein erhielt er von der Firma „Franz Carl Nüdling“ 30.000 DM Wiedergutmachung[19] und für das Basaltwerk Sodenberg von Hans Leimbach 75.000 DM. Am 30. Dezember 1956 verstarb er in Amsterdam.

## Basaltwerke und Steinbrüche
Es ist jeweils angegeben, wie lange die Werke und Steinbrüche von der Firma betrieben wurden und wie lange sie noch von den Folgefirmen weiter betrieben wurden. Zusätzliche Steinbrüche in den Folgejahren für die Basaltwerke sind nicht erfasst. Koordinaten sind nur angegeben, wo es für die entsprechenden Betriebsstätten keine eigenen Artikel oder Artikelabschnitte gibt.
- Basaltwerk Nordheim (1898 bis 1936; 1975 abgebrochen und 1978 verkauft) 50° 28′ 45,8″ N, 10° 10′ 40,4″ O
  - Steinbruch am Rothberg (1898 bis in die 1930er Jahre) 50° 28′ 59,4″ N, 10° 6′ 54,2″ O
  - Steinbruch am „Kuhsprung“ (1930 bis 1936, stillgelegt 1963)

- Basaltwerk und Steinbruch am Sodenberg bei Morlesau (1904 bis 1936, weitergeführt bis 1958)

- Basaltwerk Fladungen (1905 bis 1936, weitergeführt bis 1939, 1970 abgerissen) 50° 31′ 12,9″ N, 10° 8′ 54,7″ O
  - Steinbruch Pfeust (1905 bis 1936, weitergeführt bis 1939, 1970 abgerissen) 50° 31′ 31,1″ N, 10° 5′ 25,8″ O

- Basaltwerk Oberriedenberg (1911 bis 1936; 1908 von Hans Reidelbach gegründet, 1970 stillgelegt und 1979 abgebrochen) 50° 19′ 13,3″ N, 9° 51′ 52,4″ O
  - Steinbruch Steinküppel (1911–1936; 1908 erschlossen und 1937 stillgelegt) 50° 18′ 59,4″ N, 9° 53′ 14,5″ O

- Basaltwerk Fischbach mit Steinbruch am Umpfen (1914 bis 1935, weitergeführt bis 1978)

- Basaltwerk Billstein (75 % Anteil von 1923 bis 1934; am Standort befindet sich heute ein Betonwerk) 50° 31′ 35″ N, 10° 0′ 51″ O
  - Steinbruch Billstein (75 % Anteil von 1923 bis 1934; am Standort wird weiter mit dorthin verlegter Brecheranlage Basalt abgebaut) 50° 31′ 35″ N, 10° 0′ 51″ O

- Basaltwerk Buchs in Buchs SG (1925 bis 1936, wurde 2007 verkauft und ist noch in Betrieb)[20] 47° 9′ 41,3″ N, 9° 28′ 50,8″ O
  - Steinbruch Buchserberg (1925 bis 1936; seit 1982 Deponie)[21] 47° 9′ 36,9″ N, 9° 27′ 29,6″ O

- Hartschotterwerk Kehrsiten bei Stansstad (1930 bis 1936; noch in Betrieb; Abtransport mit Schiffen über den Vierwaldstättersee) 46° 59′ 19,9″ N, 8° 21′ 10,1″ O